# Karl Hoppe (Politiker, 1898)
Karl August Hoppe (* 10. Juni 1898 in Kürzell; † 7. Juli 1963 in Saarbrücken) war ein saarländischer Politiker (SPD, KP).

## Leben
Karl Hoppe war Sohn eines Landwirtes. Nach der Volksschule arbeitete er bis 1924 als Angestellter in der Verwaltung und war danach hauptamtlich in der Kriegsopferbewegung tätig. Er gehörte in dieser Zeit der Sozialdemokratischen Partei an. Nach seinem Umzug ins Saarland übernahm er von 1929 bis 1933 die Gauleitung des Reichsbundes zur Reorganisation des Verbandswesens in Saarbrücken. Während des NS-Regimes emigrierte er vom Saarland im Jahr 1935 nach Frankreich und wurde Mitglied des Komitees Freies Deutschland für den Westen (KFDW frz. CALPO) und war Mitglied der Résistance.
Nach dem Krieg kehrte er 1945 ins Saargebiet zurück. Dort trat er 1946 der „Kommunistischen Partei Saar“ (KP) bei und wurde Parteisekretär. Ein Jahr später war er Gründungsmitglied und erster Vorsitzender der „Vereinigung der Kriegsbeschädigten und Kriegshinterbliebenen des Saarlandes“ (VKS), dem heutigen saarländischen Landesverband des Sozialverbands VdK Deutschland.
1947 war er Mitglied der Verfassungskommission des Saarlandes und der Verfassungsgebenden Versammlung des Saarlandes und wurde am 5. Oktober 1947 in den Landtag des Saarlandes gewählt. Er übernahm die Funktion des Zweiten Schriftführers des Landtages und war für seine Partei bis zum 14. Oktober 1948 Vorsitzender der Landtagsfraktion. Am 14. Oktober 1948 trat er aus der KP aus und blieb bis zum 8. Dezember 1952 Mitglied des Landtages ohne Parteibindung. Im September 1950 übernahm er die Leitung des Presse- und Informationsamtes der saarländischen Regierung.